# Linau
Linau est une commune allemande du Schleswig-Holstein, située dans l'arrondissement du duché de Lauenbourg (Kreis Herzogtum Lauenburg), à mi-chemin entre les villes d'Ahrensburg et Mölln. Linau est l'une des 25 communes de l'Amt Sandesneben-Nusse dont le siège est à Sandesneben.